# Lista de concertos de Babymetal
Babymetal, estilizado como BABYMETAL, é um grupo Japonês de kawaii metal formado em novembro de 2010. O grupo, apesar de ter debutado com um single major somente em 2013, já encerrou sua primeira turnê mundial. Babymetal realizou vários concertos solo; além de participar em festivais e eventos, tanto relacionados ao J-pop/idol quanto ao rock/metal.

## Concertos

### Solo
| Título                                                                   | Data                   | Local                                                                      | Detalhes |
| ------------------------------------------------------------------------ | ---------------------- | -------------------------------------------------------------------------- | --- |
| I, D, Z~LEGEND "I"                                                       | 6 de outubro de 2012   | Shibuya O-EAST (Dogenzaka, Shibuya, Tóquio)                                | Repertório 1. "Babymetal Death" 2. "Iine!" 3. "Kimi to Anime ga Mitai~Answer for Animation With You" 4. "Uki Uki Midnight" 5. "Onedari Daisakusen" 6. "Akatsuki" 7. "Doki Doki Morning" -ENCORE- 8. "Head Bangya!!" 9. "Ijime, Dame, Zettai" |
| I, D, Z~LEGEND "D" SU-METAL Seitansai                                    | 20 de dezembro de 2012 | Akasaka BLITZ (Akasaka, Minato, Tóquio)                                    | Repertório 1. "Babymetal Death" 2. "Kimi to Anime ga Mitai~Answer for Animation With You" 3. "Uki Uki Midnight" 4. "White Love -Angel Of Death ver.-" (cover -SPEED- solo de SU-METAL) 5. "Over The Future -Rising Force ver.-" (cover -Karen Girl's-) 6. "Head Bangya!! -Night of 15 mix-" 7. "Onedari Daisakusen" 8. "Doki Doki Morning" 9. "Iine!" 10. "Ijime, Dame, Zettai" -ENCORE- 11. "Head Bangya!!" 12. "Tsubasa wo Kudasai -Flame ver.-" (cover -Akai Tori-)                      |
| I, D, Z~LEGEND "Z"                                                       | 1 de fevereiro de 2013 | Zepp TOKYO (Aomi, Kōtō, Tóquio)                                            | Repertório 1. "Ijime, Dame, Zettai" 2. "Iine!" 3. "Kimi to Anime ga Mitai~Answer for Animation With You" 4. "Onedari Daisakusen" 5. "Akatsuki" 6. "Uki Uki Midnight" 7. "Catch me if you can" 8. "Doki Doki Morning" -ENCORE- 9. "Head Bangya!!" 10. "Babymetal Death" 11. "Ijime, Dame, Zettai" |
| LEGEND "1999" YUIMETAL & MOAMETAL Seitansai                              | 30 de junho de 2013    | NHK Hall (Jinnan, Shibuya, Tóquio)                                         | Repertório 1. "Babymetal Death" 2. "Iine!" 3. "Kimi to Anime ga Mitai~Answer for Animation With You" 4. "Uki Uki Midnight" 5. "Chokotto LOVE -BIG TIMES CHANGES ver.-" (cover -Petit moni- solo de YUIMETAL) 6. "LOVE Machine -FROM HELL WITH LOVE ver.-" (cover -Morning Musume- solo de MOAMETAL) 7. "Onedari Daisakusen" 8. "NO RAIN, NO RAINBOW" 9. "Catch me if you can" 10. "Doki Doki Morning" 11. "Megitsune" 12. "Ijime, Dame, Zettai" -ENCORE- 13. "Akatsuki" 14. "Head Bangya!!" |
| LEGEND "1997" SU-METAL Seitansai                                         | 21 de dezembro de 2013 | Makuhari Messe (Nakase, Mihama, Cidade de Chiba, Chiba)                    | Repertório 1. "Head Bangya!! -Night of 15 mix-" 2. "Doki Doki Morning" 3. "Iine!" 4. "Tamashii no Rufuran -Return to Myself ver.-" (cover -Yoko Takahashi- solo de SU-METAL) 5. "Uki Uki Midnight" 6. "Gimme Chocolate!!" 7. "Kimi to Anime ga Mitai~Answer for Animation With You" 8. "Megitsune" 9. "Ijime, Dame, Zettai" -ENCORE- 10. "Onedari Daisakusen" 11. "Catch me if you can" 12. "Head Bangya!!" 13. "Akatsuki (Unfinished ver.)" 14. "Babymetal Death"                          |
| LIVE IN SINGAPORE                                                        | 28 de dezembro de 2013 | *SCAPE The Ground Theatre                                                  | Repertório 1. "Babymetal Death" 2. "Kimi to Anime ga Mitai~Answer for Animation With You" 3. "Iine!" 4. "Onedari Daisakusen" 5. "Gimme Chocolate!!" 6. "Uki Uki Midnight" 7. "Akatsuki" 8. "Catch me if you can" 9. "Head Bangya!!" 10. "Doki Doki Morning" -ENCORE- 11. "Megitsune" 12. "Ijime, Dame, Zettai" |
| Akai Yoru LEGEND "Kyodai Corset Matsuri" ~Tenkaichi Metal Budokai Final~ | 1 de março de 2014     | Nippon Budokan (Kitanomaru Kōen, Chiyoda, Tóquio)                          | Repertório 1. "Megitsune" 2. "Doki Doki Morning" 3. "Gimme Chocolate!!" 4. "Iine!" 5. "Catch me if you can" 6. "Uki Uki Midnight" 7. "Akumu no Rinbukyoku" 8. "Onedari Daisakusen" 9. "4 no Uta" 10. "Akatsuki" 11. "Babymetal Death" 12. "Head Bangya!!" 13. "Ijime, Dame, Zettai" |
| Kuroi Yoru LEGEND "DOOMSDAY" ~Shokan no Gi~                              | 2 de março de 2014     | Nippon Budokan (Kitanomaru Kōen, Chiyoda, Tóquio)                          | Repertório 1. "Babymetal Death" 2. "Iine!" 3. "Kimi to Anime ga Mitai~Answer for Animation With You" 4. "Onedari Daisakusen" 5. "4 no Uta" 6. "NO RAIN, NO RAINBOW" 7. "Akatsuki" 8. "Catch me if you can" 9. "Uki Uki Midnight" 10. "Gimme Chocolate!!" 11. "Akumu no Rinbukyoku" 12. "Megitsune" 13. "Ijime, Dame, Zettai" -ENCORE- 14. "Doki Doki Morning" 15. "Head Bangya!!" |
| LEGEND "2015" ~Shinshun Kitsune Matsuri~                                 | 10 de janeiro de 2015  | Saitama Super Arena (Saitama Shintoshin, Chūō, Cidade de Saitama, Saitama) | Repertório 1. "Megitsune" 2. "Iine!" 3. Nova canção, sem título 4. "Akatsuki" 5. "Onedari Daisakusen" 6. "Catch me if you can" 7. "Uki Uki Midnight" 8. "4 no Uta" 9. "Akumu no Rinbukyoku" 10. "Head Bangya!!" 11. "Gimme Chocolate!! 12. "Ijime, Dame, Zettai" 13. "Babymetal Death" 14. "Doki Doki Morning" 15. "Road of Resistance" |

### Premium/ comemorativo
| Título                                                       | Data                  | Local                                                                      | Detalhes | Comemoração em lançamento ao single |
| ------------------------------------------------------------ | --------------------- | -------------------------------------------------------------------------- | --- | ----------------------------------- |
| 15 minutes one of them game!!                                | 6 de abril de 2012    | STAGE ONE, TOWER RECORDS Shibuya B1 (Jinnan, Shibuya, Tóquio)              | Repertório 1. "Ijime, Dame, Zettai" 2. "Iine!" 3. "Doki Doki Morning" -ENCORE- 4. "Kimi to Anime ga Mitai~Answer for Animation With You" | "Babymetal × Kiba of Akiba"         |
| Hedo Bangya Journey!! in OSAKA                               | 7 de julho de 2012    | Namba ROCKETS (Naniwa, Cidade de Osaka, Osaka)                             | Repertório Primeira parte 1. "Doki Doki Morning" 2. "Iine!" 3. "Kimi to Anime ga Mitai~Answer for Animation With You" 4. "Head Bangya!!" Segunda parte 1. "Doki Doki Morning" 2. "Iine!" 3. "Ijime, Dame, Zettai" 4. "Head Bangya!!"                                                | "Head Bangya!!"                     |
| Hedo Bangya Journey!! in NAGOYA                              | 8 de julho de 2012    | ell.SIZE (Nagoia, Aichi)                                                   | Repertório Primeira parte 1. "Doki Doki Morning" 2. "Iine!" 3. "Kimi to Anime ga Mitai~Answer for Animation With You" 4. "Head Bangya!!" Segunda parte 1. "Doki Doki Morning" 2. "Iine!" 3. "Ijime, Dame, Zettai" 4. "Head Bangya!!"                                                | "Head Bangya!!"                     |
| Uki Uki Afternoon                                            | 14 de julho de 2012   | STAGE ONE, TOWER RECORDS Shibuya B1 (Jinnan, Shibuya, Tóquio)              | Repertório Curso da coreografia de "Head Bangya!!" 1. "Head Bangya!!" Curso de DJ 2. "Iine!" | "Head Bangya!!"                     |
| LEGEND~Corset Matsuri                                        | 21 de julho de 2012   | Super Live Space rockmaykan (Meguro, Meguro, Tóquio)                       | Repertório 1. "Doki Doki Morning" 2. "Uki Uki Midnight" 3. "Iine!" 4. "Ijime, Dame, Zettai" -ENCORE- 5. "Head Bangya!!" 6. "Babymetal Death" | "Head Bangya!!"                     |
| Release Commemoration of "Ijime, Dame, Zettai" Live in OSAKA | 14 de janeiro de 2013 | shinsaibashi FANJtwice (Higashishinsaibashi, Chūō, Cidade de Osaka, Osaka) | Repertório Primeira parte 1. "Doki Doki Morning" 2. "Iine!" 3. "Uki Uki Midnight" 4. "Head Bangya!!" 5. "Ijime, Dame, Zettai" Segunda parte 1. "Doki Doki Morning" 2. "Kimi to Anime ga Mitai~Answer for Animation With You" 3. "Head Bangya!!" 4. "Iine!" 5. "Ijime, Dame, Zettai" | "Ijime, Dame, Zettai"               |
| Megitsune Launch Party & mini-live with "Inarin"             | 22 de junho de 2013   | STAGE ONE, TOWER RECORDS Shibuya B1 (Jinnan, Shibuya, Tóquio)              | Repertório 1. "Megitsune" 2. "Iine!" 3. "Ijime, Dame, Zettai" | "Megitsune"                         |
| GUNDAM CAFÉ Free Live                                        | 23 de junho de 2013   | DiverCity Tokyo Plaza (Aomi, Kōtō, Tóquio)                                 | Repertório 1. "Catch me if you can" 2. "Ijime, Dame, Zettai" 3. "Megitsune" | "Megitsune"                         |
| LEGEND~Kitsune Matsuri                                       | 14 de julho de 2013   | Super Live Space rockmaykan (Meguro, Meguro, Tóquio)                       | Repertório 1. "Megitsune" 2. "Kimi to Anime ga Mitai~Answer for Animation With You" 3. "Iine!" 4. "Catch me if you can" 5. "Head Bangya!! -ENCORE- 6. "Ijime, Dame, Zettai" | "Megitsune"                         |